# 井上依吏子
井上 依吏子（いのうえ えりこ、1983年
7月25日 - ）は、日本の女優。元宝塚歌劇団花組の娘役。
東京都世田谷区、桐朋女子高等学校出身。身長163cm。愛称は「エイコ」、「ゆま」。宝塚歌劇団時代の芸名は華月 由舞（はなづき ゆま）。

## 来歴
2001年、宝塚音楽学校入学。
2003年、宝塚歌劇団に89期生として入団。入団時の成績は13番。月組公演「花の宝塚風土記／シニョール ドン・ファン」で華月由舞として初舞台。その後、花組に配属。
2011年9月11日、「ファントム」東京公演千秋楽をもって、宝塚歌劇団を退団。
退団後は井上依吏子と改名し、舞台を中心に活動を続けている。

## 宝塚歌劇団時代の主な舞台

### 初舞台
- 2003年4 - 5月、月組『花の宝塚風土記（ふどき）』『シニョール ドン・ファン』（宝塚大劇場のみ）

### 花組時代
- 2004年1月、『飛翔無限』出語り『天使の季節』新人公演：スプマンテ『アプローズ・タカラヅカ!』
- 2004年5月、『NAKED CITY』（バウホール・日本青年館）ミニー
- 2005年3月、『マラケシュ・紅の墓標』新人公演：サラ（本役：花野じゅりあ）『エンター・ザ・レビュー』
- 2005年8月、『マラケシュ・紅の墓標』アマン『エンター・ザ・レビュー』（博多座）
- 2005年11月、『落陽のパレルモ』新人公演：ベアトリチェ・ビアンカ・カヴァーレ（本役：華耀きらり）『ASIAN WINDS!』
- 2006年6月、『ファントム』団員女、新人公演：フルール（本役：花野じゅりあ）
- 2006年11月、『MIND TRAVELLER-記憶の旅人-』（ドラマシティ・日本青年館）モニク
- 2007年2月、『明智小五郎の事件簿-黒蜥蜴（トカゲ）』少年探偵団浮浪児（早水）、新人公演：サソリ（本役：鈴懸三由岐）『TUXEDO JAZZ（タキシード ジャズ）』
- 2007年6月、『舞姫-MAIHIME-』（バウホール）マリィ
- 2007年7月、『ハロー!ダンシング』（バウホール）
- 2007年10月、『アデュー・マルセイユ』アネット、新人公演：ジャンヌ（本役：愛音羽麗）『ラブ・シンフォニー』
- 2008年2月、『メランコリック・ジゴロ』アネット『ラブ・シンフォニーII』（中日劇場）
- 2008年3月、『舞姫-MAIHIME-』（日本青年館）マリィ
- 2008年5月、『愛と死のアラビア』侍女サラーン、新人公演：ナイリ（本役：桜一花）『Red Hot Sea』
- 2008年9月、『外伝 ベルサイユのばら-アラン編-』イザベラ『エンター・ザ・レビュー』（全国ツアー）
- 2009年1月、『太王四神記』モラン、新人公演：パソン（本役：桜一花）
- 2009年5月、『哀しみのコルドバ』エルビラ／ラウラ『Red Hot SeaII』（全国ツアー）
- 2009年7月、『ME AND MY GIRL』（梅田芸術劇場）ランベスクイーン
- 2009年9月、『外伝 ベルサイユのばら-アンドレ編-』メリー、新人公演：マロングラッセ（本役：邦なつき）『EXCITER!!』
- 2010年1月、『BUND／NEON 上海』（バウホール）孫香雪
- 2010年3月、『虞美人』浩浩／玉華／秋蘭
- 2010年7月、『麗しのサブリナ』ファニー『EXCITER!!』
- 2010年11月、『メランコリック・ジゴロ』ティーナ『ラブ・シンフォニー』（全国ツアー）
- 2011年2月、『愛のプレリュード』アーヤ・ファーマー『Le Paradis（ル パラディ）!!』
- 2011年6月、『ファントム』フローラ 退団公演[3][2]

### 出演イベント
- 2005年9月、春野寿美礼イン・コンサート『I GOT MUSIC』[5]
- 2008年11月、愛音羽麗ディナーショー『Prism』[6]

## 宝塚歌劇団退団後の主な活動

### 舞台
- 2015年9月、『SUPER GIFT!』（東京国際フォーラム、梅田芸術劇場）
- 2016年7月、『CHICAGO THE MUSICAL 宝塚歌劇OGバージョン』（神奈川芸術劇場、ディヴィッド・H・コーク劇場、東京国際フォーラム、梅田芸術劇場）レディース（June）
- 2017年1月、『PREMIUM 3D MUSICAL『英雄伝説 閃の軌跡』（Zeppブルーシアター六本木）スカーレット

### ドラマ
- ハイスクール歌劇団☆男組（2012年10月6日、CBC）
- 幸せ！いなり日和（2017年、BS-TBS） - レギュラーナレーター
- 丸の内小町 第27話（2017年4月16日、テレビ朝日）
- 人は見た目が100パーセント 第2話（2017年4月20日、フジテレビ） - ドレス屋店員 役
- この世にたやすい仕事はない 第3話・第4話（2017年4月20日・4月27日、NHK BSプレミアム） - 河崎唯 役
- 刑事7人 シーズン3（2017年、テレビ朝日） - 天樹清 役
- 愛してたって、秘密はある。第5話（2017年8月13日、日本テレビ） - 相談者 役
- コウノドリ 第2シリーズ 第5話（2017年11月10日、TBS） - 大松美世子 役
- アンナチュラル 第6話（2018年2月16日、TBS） - 秘書 役
- もみ消して冬〜わが家の問題なかったことに〜（2018年、日本テレビ） - 下井草薫 役 （レギュラー出演）
- ホリデイラブ 第7話・第8話（2018年3月9日・3月16日、テレビ朝日） - 高田恵里佳 役
- 正義のセ 第5話（2018年5月9日、日本テレビ） - 西山美緒 役
- 健康で文化的な最低限度の生活 第4話（2018年8月7日、関西テレビ） - 吉野聡子 役
- 月曜名作劇場 今野敏サスペンス 警視庁東京湾臨海署〜安積班（2019年2月25日、TBS） - 山口友紀子 役
- 逃げるは恥だが役に立つ ガンバレ人類! 新春スペシャル!!（2021年1月2日、TBS） - 医者 役
- 君と世界が終わる日に 第5話（2021年2月14日、日本テレビ） - 小池 役

### 映画
- 人を乗せる But Life Goes On（2017年、監督：神田裕司）
- 翔んで埼玉（2019年） - A組担任 役